# 指揮連絡機 (航空機)
指揮連絡機（しきれんらくき）は、卓絶した離着陸性能を利して司令部連絡任務と偵察を行った旧日本陸軍独自の機種。三式指揮連絡機(キ76)1種。

## 概説
第2次大戦期に、いわば「空のジープ」として使用された。ドイツのフィーゼラー シュトルヒと同様のコンセプトで開発され、低速性能も要求された。昭和に入り海軍の米国に対し、陸軍の仮想敵国はソ連であった。大陸戦を想定したので重爆撃機といえども列強の同型機と比しその搭載量が「重」という字がつきながら少なかった。強力な敵陣地を可能かつ速やかに繰り返しする「爆撃行」が重爆撃機の任務であった。繰り返し攻撃をかけるために爆弾搭載量を特別多くすることはなかった。その分、陸軍航空部隊は、地上部隊と密接な連携を行い作戦を遂行することが求められた。既に直協機が開発されていたが、広く展開した地上部隊の指揮官との速やかで正確な敵情の直接入手が求められ、最善の機体としてどのような前線にあっても短距離で離着陸が可能で手軽に使える機種が求められた。

### 開発と運用
1941年1月陸軍は、日本国際航空工業に対し正式に特殊用途の機体(指揮連絡機)2機を発注した(開発の内示は1940年8月)。5月には早くも試作1号機が完成した。これがキ76である。ドイツに発注したシュトルヒ1機が船便で到着したのは、1月後の6月であった。この事実から、巷間言われているようにシュトルヒをそのまま国産化した機体ではなく、独自の技術で作りあげたものといえる。開戦を前にして陸軍は整備を計画した9隻の特殊船（上陸用舟艇母船）の一部に飛行甲板を設けた。この搭載機として、STOL性能を生かし本機種が選ばれあきつ丸(搭載機7機・三式指揮連絡機)で運用テストが行なわれた。しかしあきつ丸を母艦とした対潜哨戒の記録は伝えられておらず、また戦果の報告もない。